# De moordopdracht
De moordopdracht (Engels: The Kill Order) is een sciencefictionboek uit 2012 van de Amerikaanse schrijver James Dashner.
Het verhaal is een prequel op de labyrintrenner-trilogie. Het is het vierde boek in de reeks en chronologisch het eerste van de boeken, dus voor De labyrintrenner dat in 2009 verscheen en zich in verhaaltijd 13 jaar later afspeelt.